# Thomas Hammond Talbot
Thomas Hammond Talbot est un général de brigade américain. Il est né le 31 juillet 1823 à East Machias, dans le Maine, et est décédé le 10 février 1907 à Brookline dans le Massachusetts. Il est le fils de John Coffin et Mary Foster. Il est l'époux de Mary L. Richardson. Il est inhumé dans le cimetière de Walnut Hills à Brookline.

## Avant la guerre
Il sort diplômé du Bowdoin College en 1846 et intègre ensuite la Harvard Law School.
En 1852, il publie The constitutional provision respecting fugitives from service or labor: and the act of Congress, of September 18, 1850.

## Guerre de Sécession
Durant la guerre de Sécession, il sert dans le 1st Maine Heavy Artillery, avec le grade de lieutenant-colonel. Le régiment est le résultat du changement de dénomination par ordre du département à la guerre le 19 décembre 1862 (le régiment était initialement le 18th Main Infantry organisé le 21 août 1862).
Il participe à la bataille de Spotsylvania, à la bataille de North Anna, à la bataille de Totopotomoy Creek, au cours de laquelle il commande les lignes avancées, et à la bataille de Cold Harbor.
Du 15 au 18 juin 1864, il est alité à cause d'une fièvre de malaria. Du 15 au 18 juin 1964, il participe à la bataille de Jerusalem Plank Road. Lors de la seconde bataille de Deep Bottom, il prend le commandement de son régiment après que le colonel Daniel Chaplin ait été mortellement blessé.
Il est démobilisé le 14 septembre 1864 pour raisons de santé et est nommé colonel le 17 septembre suivant, sans recevoir de commandement.
Le 13 mars 1865, il est breveté brigadier général de brigade pour services fidèles et méritoires.

## Après la guerre
Après sa carrière militaire, il devient avocat à Boston. De 1869 à 1871, il est assistant du procureur général.

### Sources
- Civil War High Commands de David et John Eicher, p. 521 et 672
- The Papers of Ulysses S. Grant, volume 22 : June 1, 1871 - January 31, 1872 publié par John Y. Simon, p. 118
- Biographie de George Foster Talbot, publié en 1896, p. 294 à 296